# Mandora

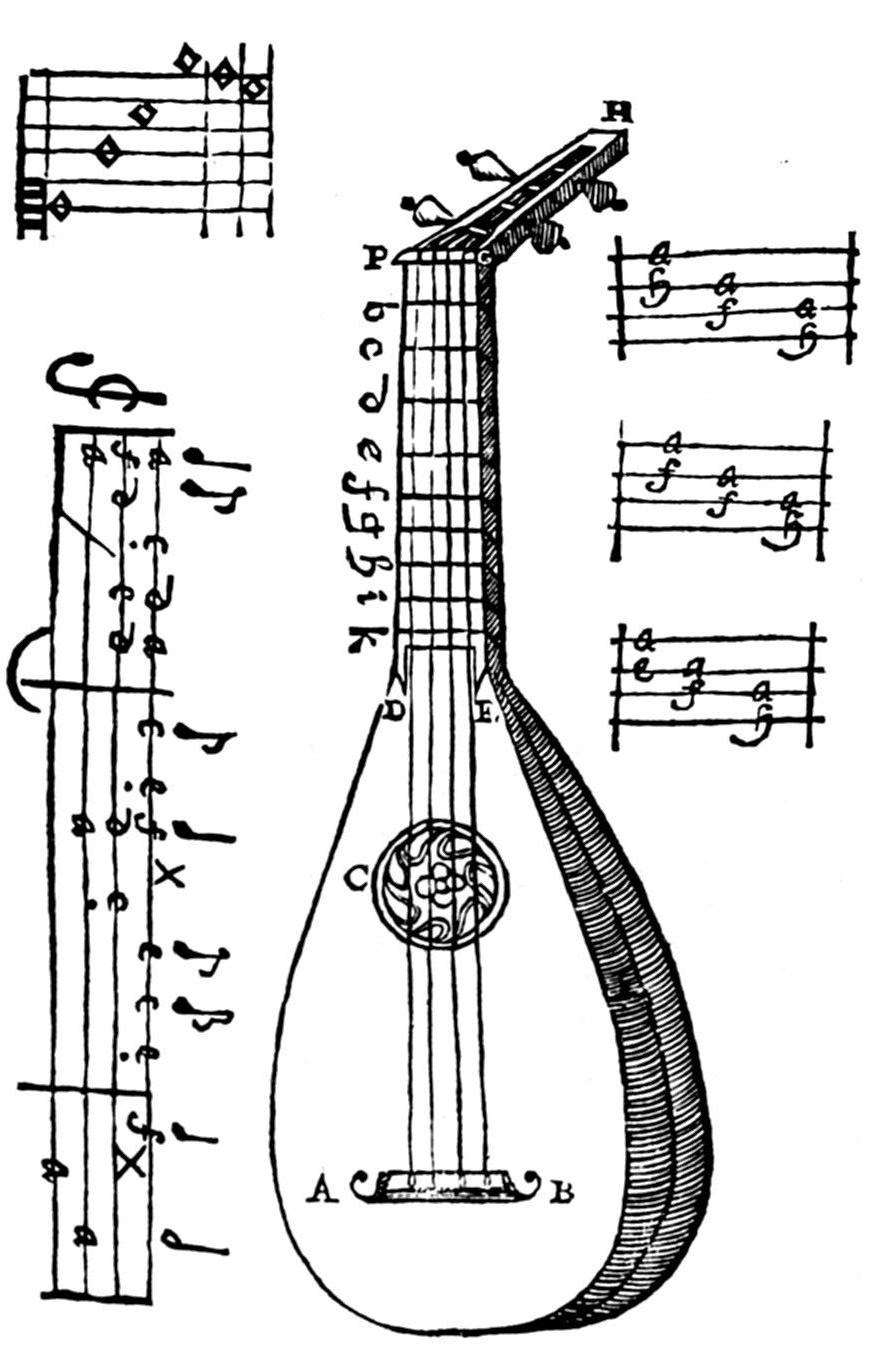
Mandora (il·lustració de lHarmonia Universal de Marin Mersenne.

La mandora, també coneguda com a gallizona o gallichon, és un instrument musical de l'edat mitjana, amb cordes de tripa, un petit membre de la família dels llaüts, amb forma de llàgrima, amb quatre a sis cursos de cordes i inclinat al rang dels aguts. Considerat un instrument francès, amb bona part de la música que sobrevivia provinent de França, es va utilitzar a tot el "nord d'Europa", incloent Alemanya i Escòcia. Tot i que va passar de moda, l'instrument francès s'ha recuperat per utilitzar-lo en la música clàssica. Actualment, els parents més tocats de l'instrument són membres de la família de les mandolines i de la bandúrria. És com el llaüt, amb 3, 4 o 6 cordes però produeix un to més alt. El seu cos en forma de pera prefigura la mandolina de la qual és l'avantpassada.

## Història
Les Cantigas de Santa Maria mostren instruments del segle xiii similars als llaüts, mandores, mandoles i guitarres, tocats per músics europeus i islàmics. Els instruments es van traslladar des de la península cap al nord fins a França i cap a l'est cap a Itàlia a través de Provença.
Aquest instrument ja no s'utilitza a Europa, però hi han testimonis fins als segles xvi i xvii.. El 1578 es va publicar una tablatura (perduda) de Pierre Brunet per a aquest instrument ; així mateix, François de Chancy va publicar la seva obra el 1629. L'instrument ha tingut un paper marginal en la pràctica musical, molt per darrere del llaüt. La música chaabi i cabilia algeriana utilitza un instrument de la música àrab-andalusa de la família de les mandoles (amb sons de guitarra, equipats amb quatre cordes de metall dobles) anomenat mandola o " Mandola algeriana ”.
El terme mandola (i no mandora) també pot referir-se a la mandolina tenor, afinada una octava per sota de la soprano. Entre els anglosaxons, el terme mandola designa la viola d'aquesta família, una cinquena part de la soprano.

## La mandora en la cultura

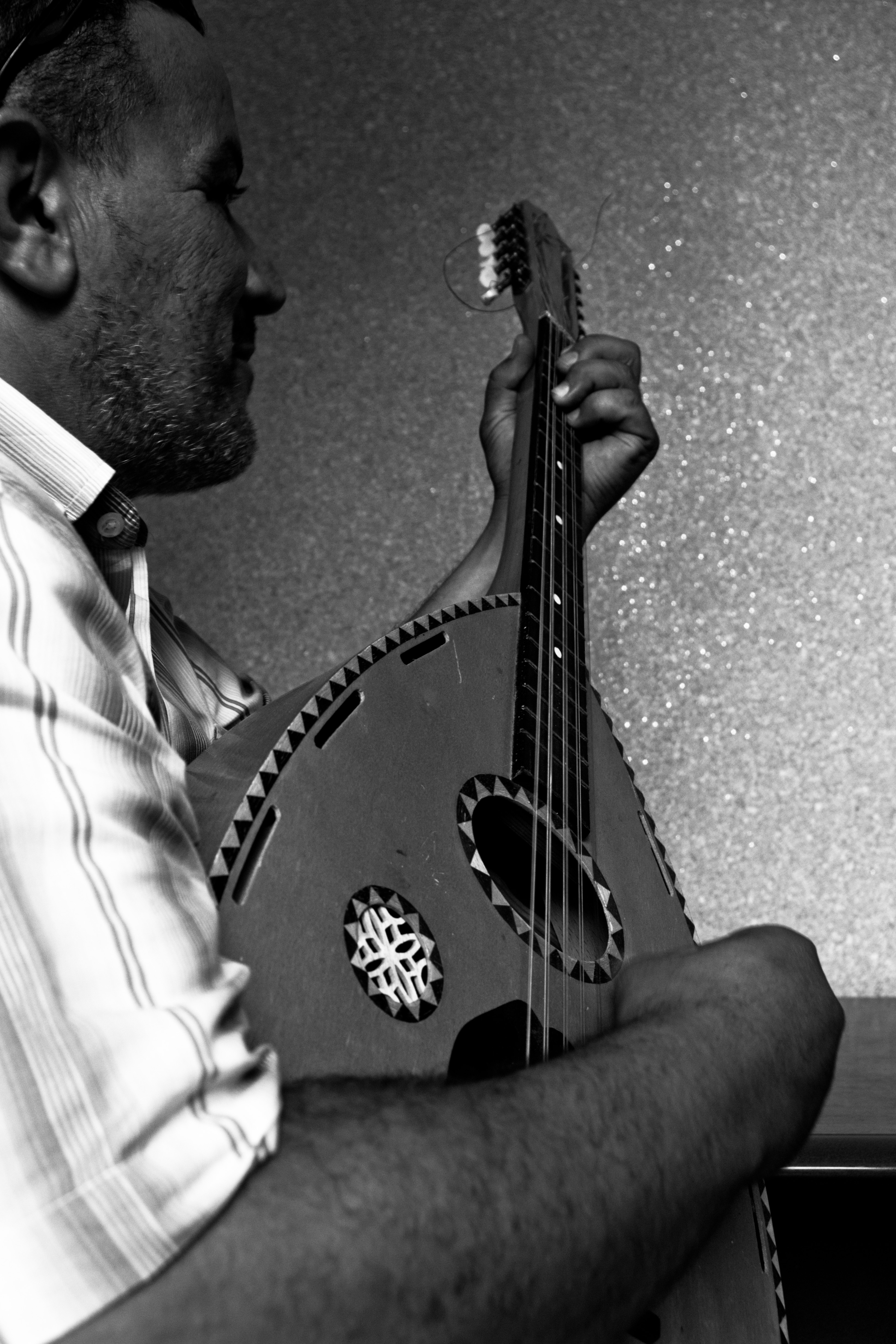
Mandola tipus algeriana.

Poema provençal "Flamenca" de Guirout de Calanso, Llibre de Bon Amour de Juan Ruiz, Giullome de Machout o dos poemes de Stéphane Mallarmé citen el mandore.
A la finestra dissimulant-se / El vell sàndal que es dedica / Del seu violí escumós / Antigament amb flauta o mandora. . .
Però amb qui es somia el somni / Tristament dormint un mandore / Al músic buit buit, /
Com per exemple cap a una finestra / Segons cap ventre que el seu / Filial podria haver nascut.
(Poemes, sonet III).
A La Balade du Grand Macabre, Michel de Ghelderode utilitza la imatge d'una mandora. Adrià dirigint-se a la seva bella: "Si et pego contra tu, emetràs sons harmònics, O Jusemina arrodonida com una mandora".
A "Les trobadores de Roc-a-Pic", un tom de Jan i Trencapins, Trencapins demana als trobadors mandors al llarg de la història. Ellis Peters també cita la mandore i el rebec com a instruments musicals a "El lladre de Déu".
Una de les primeres cançons d'Anne Sylvestre també cita la mandola, al primer vers de Les cathédrales :
O constructor de catedrals, / Fa tants anys, / vas crear amb estrelles / vitralls al·lucinats.
Flames brillants, els vostres ogives / Alts al cel clar / I escolto sota les vostres voltes / El ressò de passos inalterats.
Però sempre, al teu costat, / Un noi amb un cap una mica boig / No parava de cantar / Jugava a la mandola.
COR:
Sense la cançó dels trobadors / No tindríem catedrals. / A les seves criptes, a les seves lloses / Encara ho sentim sonar